# Tordillos
Tordillos ist ein westspanischer Ort und eine Gemeinde (municipio) mit nur noch 316 Einwohnern (Stand: 2024) im Osten der Provinz Salamanca in der Region Kastilien und León.

## Lage und Klima
Der ca. 840 m hoch gelegene Ort Tordillos liegt im Süden der altkastilischen Hochebene (meseta). Die Großstadt Salamanca ist ca. 28 km in westnordwestlicher Richtung entfernt. Das Klima im Winter ist durchaus kühl; die geringen Niederschlagsmengen (ca. 525 mm/Jahr) fallen – mit Ausnahme der nahezu regenlosen Sommermonate – verteilt übers ganze Jahr.

## Bevölkerungsentwicklung
| Jahr      | 1970 | 1981 | 1991 | 2001 | 2011 | 2021 |
| Einwohner | 915  | 744  | 686  | 561  | 446  | 328  |

Der deutliche Bevölkerungsrückgang ist im Wesentlichen auf die Mechanisierung der Landwirtschaft und die Aufgabe bäuerlicher Kleinbetriebe zurückzuführen (Landflucht).

## Wirtschaft
Das wirtschaftliche Leben der Landgemeinde war jahrhundertelang in hohem Maße agrarisch geprägt – früher wurde im Umland Getreide zur Selbstversorgung ausgesät; Gemüse stammte aus den Hausgärten und auch Viehzucht wurde betrieben. Auch heute noch spielt die Landwirtschaft die dominierende Rolle im Wirtschaftsleben der Gemeinde.

## Sehenswürdigkeiten
- Kirche Mariä Himmelfahrt (Iglesia de la Asunción de Nuestra Señora)
- Kapelle Unser Lieben Frau vom Berg Karmel (Ermita del Carmen)

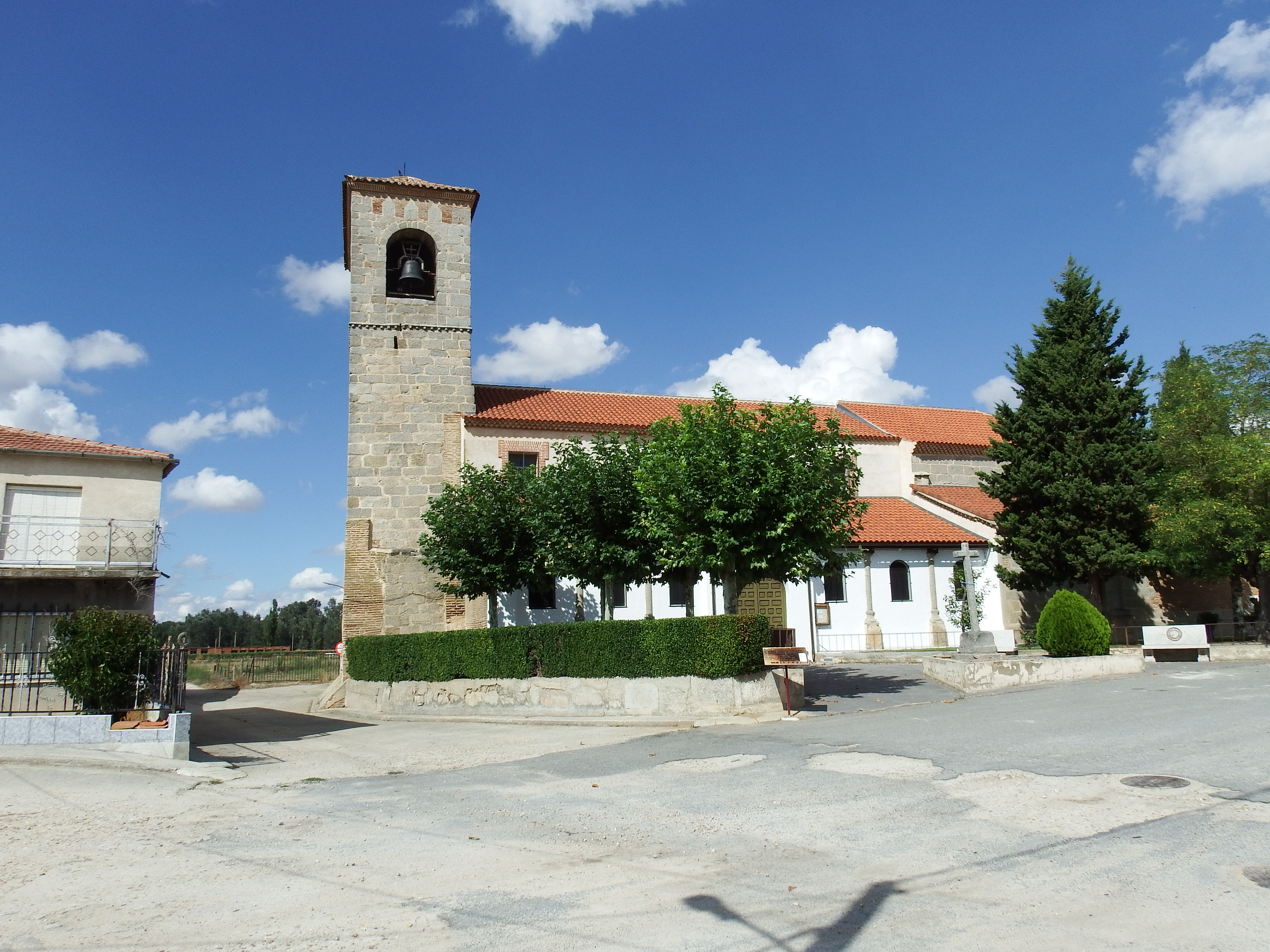
Kirche Mariä Himmelfahrt
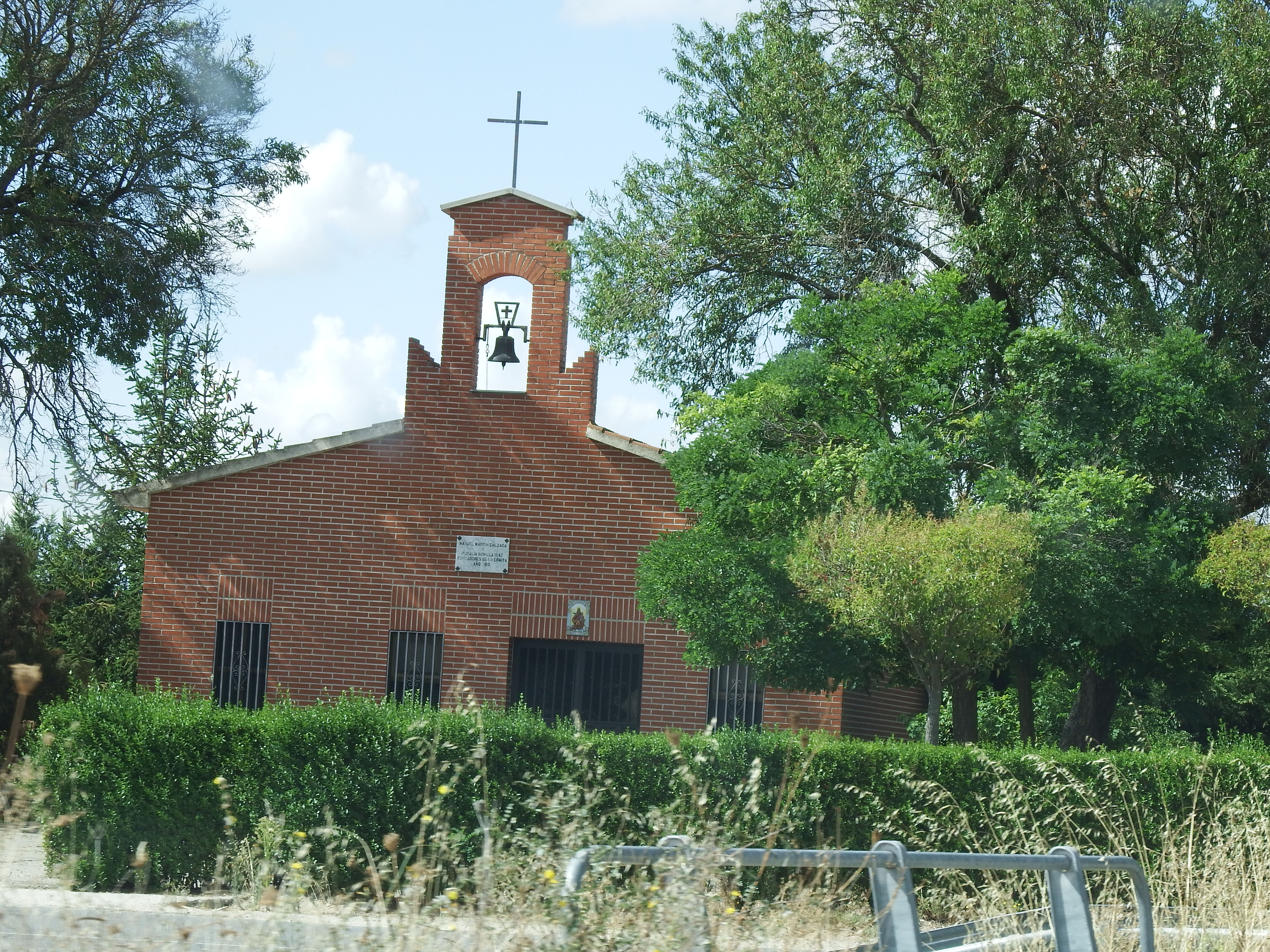
Kapelle Unser Lieben Frau vom Berg Karmel
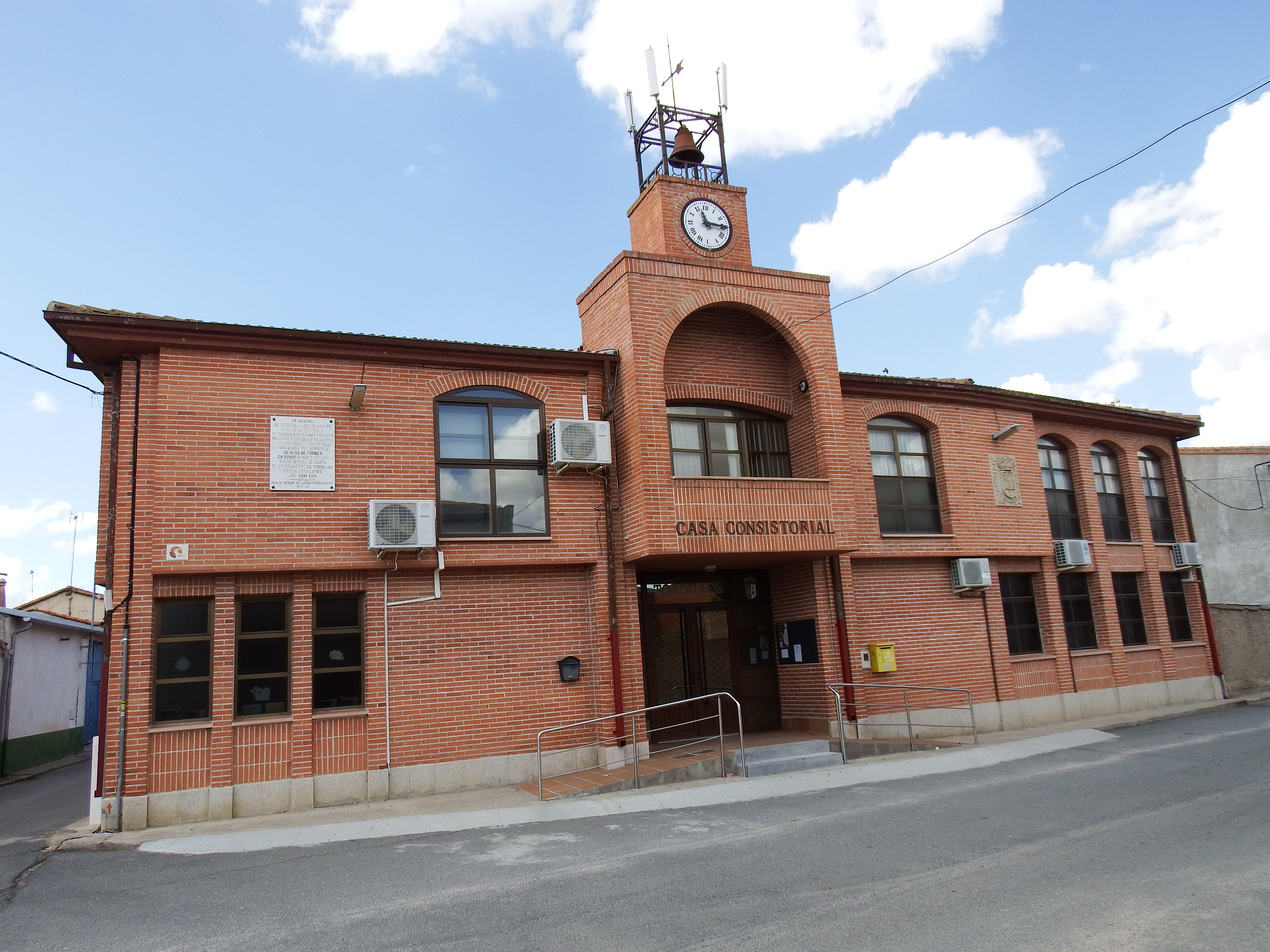
Rathaus